# Николаєво (Великотирновська область)
Никола́єво (болг. Николаево) — село у Великотирновській області Болгарії. Входить до складу общини Стражиця.

## Населення
За даними перепису населення 2011 року у селі проживали 117 осіб.
Національний склад населення села:
| Національність   | Кількість осіб | Відсоток |
| ---------------- | -------------- | -------- |
| болгари          | 106            | 90,6%    |
| цигани           | 11             | 9,4%     |
| турки            | 0              | 0%       |
| інша             | 0              | 0%       |
| не визначились   | 0              | 0%       |
| Всього відповіли | 117            |          |

Розподіл населення за віком у 2011 році:
Динаміка населення: